# QF 4-inch-Schiffsgeschütz Mk V
Das QF 4 inch (102 mm) war ein britisches Schiffsgeschütz aus dem Ersten Weltkrieg, das mit geeigneten Lafetten an die Verwendung als schweres Flugzeugabwehrgeschütz an Land und zur See angepasst wurde. Während des Ersten Weltkriegs fand es zusätzlich Verwendung in der Küstenverteidigung. Die Kaliberlänge betrug 45 (4,59 m). Als Munition kam im Ersten Weltkrieg sowohl zweiteilige Munition (Ladung und Geschoss getrennt) für die Seezielgeschütze als auch einteilige Patronenmunition (für die Flugabwehr) zur Verwendung. Alle Mk V, die ab 1918 gebaut wurden, verwendeten einteilige Munition – so genannte Granatpatronen.

## Einsatzgebiete

### Marine
Dieses Marinegeschütz wurde auf Grund der höheren Feuerrate als Ablösung des 102-mm-Mk-VII-Geschützes eingeführt.
Den ersten Einsatz erfuhr es 1914 als Sekundärbewaffnung auf den Leichten Kreuzern der Arethusa-Klasse. Schnell wurde es an die Verwendung in der Flugabwehr angepasst und wurde typischerweise auf Kreuzern und schwereren Kampfschiffen montiert.
Ab den 1930er-Jahren wurde es auf Neubauten dieser Klassen durch das  102 mm Mk XVI  Schnellfeuergeschütz als Flak abgelöst, fand aber auf vielen Zerstörern und Leichten Kreuzern im Zweiten Weltkrieg weiterhin Verwendung.

### Land
Zu Beginn des Ersten Weltkriegs wurden mehrere Geschütze von der Navy zu Testzwecken als Flugabwehrkanone für die Heimatverteidigung und zum Schutz wichtiger Objekte zur Verfügung gestellt. Sie wurden auf festen Plattformen montiert und erwiesen sich als ziemlich erfolgreich, nachdem eine einteilige Patrone an Stelle der ursprünglichen zweiteiligen Munition eingeführt worden war. Die Flugabwehrlafette ließ einen Höhenrichtbereich von 80° zu, allerdings war das Nachladen oberhalb von 62° unmöglich. Dies verringerte die maximale Feuerrate erheblich. Zum Zeitpunkt des Waffenstillstands waren 24 Geschütze in Großbritannien und zwei in Frankreich für die Flugabwehr im Einsatz. Nach dem Kriegsende wurden die Geschütze an die Navy zurückgegeben.

### Küstenverteidigung
Zwischen 1915 und 1928 wurden mehrere Geschütze in die Küstenforts eingebaut, welche die Mündung des Humber bewachten.

## Varianten
- Mk V *

hatte kein innern A-Mantel.
- Mk V **

Mk V**, der 1937 zum Standard für reparierte Geschütze wurde, wurde ein schweres, kaltgestrecktes, loses Futterrohr mit einer Mündungsbuchse am Mantel und einem abnehmbaren Verschlussring verwendet.
- Mk V ***

hatte einen Dichtungsring anstelle der Mündungsbuchse.
- Mk VC

hatte einen losen Lauf, der an Bord gewechselt werden konnte, einen kürzeren Mantel, einen abnehmbaren Verschlussring und eine Dichtungsmanschette.
- Mk XV

Mark XV war eine Versuchswaffe mit denselben Leistungsmerkmalen wie die Mark V, aber mit einem vertikal verschiebbaren Keilverschluss. Zwei Mark-V-Geschütze wurden für die Verwendung dieses Verschlussmechanismus umgebaut und im Prototyp der Zwillingslafette eingesetzt, die 1931 auf der Resolution für Versuche installiert wurde. Von den sechs neu produzierten Mk-XV-Kanonen wurden vier 1936 in neu entwickelten Mk-XVIII-Zwillingslafetten auf der Repulse montiert. Allerdings erwies sich die Feuerrate dieser Geschütze als inakzeptabel niedrig, und die Lafetten wurden 1938 wieder entfernt.

## Lafetten
Die offene Konstruktion der Lafetten bot den Bedienungsmannschaften nur wenig Schutz gegen widriges Wetter, was sich hauptsächlich auf die Feuergeschwindigkeit auswirkte. Alle Einzellafetten wurden von Hand ausgerichtet.

### Steilwinkellafetten
- Mk III
- Mk III*
- Mk III**
- Mk IV
- Mk XVII
- Mk XVIII

### Flachwinkellafetten
- CP[A 1] Mk II